# كرة القدم في دورة ألعاب جنوب المحيط الهادي 2003
مسابقة كرة القدم في دورة ألعاب دول جنوب المحيط الهادي 2003 أقيمت في فيجي من 30 يونيو إلى 30 يوليو . قررت منتخبات ساموا ، جزر كوك ، نييوي ، والس وفوتونا ، ساموا الأمريكية ، ناورو ، و بالاو .

## مسابقة الرجال

### المجموعة الأولى
| المنتخب    | النقاط | المباريات | الفوز | التعادل | الخسارة | له | عليه | الفارق |
| ---------- | ------ | --------- | ----- | ------- | ------- | -- | ---- | ------ |
| فيجي       | 10     | 4         | 3     | 1       | 0       | 18 | 1    | +17    |
| فانواتو    | 8      | 4         | 2     | 2       | 0       | 21 | 2    | +19    |
| جزر سليمان | 7      | 4         | 2     | 1       | 1       | 14 | 4    | +10    |
| توفالو     | 3      | 4         | 1     | 0       | 3       | 3  | 11   | -8     |
| كيريباتي   | 0      | 4         | 0     | 0       | 4       | 2  | 40   | -38    |
| غوام       | -      | -         | -     | -       | -       | -  | -    | -      |

- غوام انسحب منتخب جوام وتم إلغاء جميع مبارياته .

| توفالو                                                 | 3 - 2 | كيريباتي             |
| ------------------------------------------------------ | ----- | -------------------- |
| كيفولي مانوا 3' · باينيو فاغوتا 75' · بيتيو سيمايا 81' |       | لورينس نيميا 26' 46' |

| فيجي | 0 - 0 | فانواتو |
| ---- | ----- | ------- |
|      |       |         |

| فيجي                                     | 4 - 0 | توفالو |
| ---------------------------------------- | ----- | ------ |
| إيسالا ماسي 1' 15' · ساليش كومار 38' 41' |       |        |

| جزر سليمان            | 2 - 2 | فانواتو                                   |
| --------------------- | ----- | ----------------------------------------- |
| كومينز مينابي 49' 57' |       | إيتيان ميرمر 22' · ألفونس ويلين كوريغ 37' |

| جزر سليمان                                                          | 7 - 0 | كيريباتي |
| ------------------------------------------------------------------- | ----- | -------- |
| ستانلي ويتا 8' · كومينز مينابي 43' 48' 52' 55' 74' · Mark Mehau 78' |       |          |

| توفالو | 0 - 1 | فانواتو               |
| ------ | ----- | --------------------- |
|        |       | مانلي جونيور تابي 86' |

| توفالو | 0 - 4 | جزر سليمان                                                     |
| ------ | ----- | -------------------------------------------------------------- |
|        |       | كولمان مانيادالو 16' · كومينز مينابي 27' 87' · باترام سوري 80' |

| فيجي | 12 - 0 | كيريباتي |
| --- | ------ | -------- |
| توماس فوليفولي 7' · إيسالا ماسي 17' 31' 47' 48' 51' 54' 68' · لايسينيا غاتاوروا 28' · بيتا بيري رابو 33' · راتو ماريكا رودو 88' · إيموسي بالينوكو 89' |        |          |

| كيريباتي | 0 - 18 | فانواتو |
| -------- | ------ | --- |
|          |        | إيتيان ميرمر 4' 15' 51' 53' · سيماتا تشيليا 10' 22' 29' 30' · ريتشارد إيواي 27' 40' 41' 63' 64' · مانلي جونيور تابي 35' · فيدي فافا 47' · لوري تومسين 54' · غراهام ديماس 62' · ماكي بيتا 83' |

| فيجي                                  | 2 - 1 | جزر سليمان        |
| ------------------------------------- | ----- | ----------------- |
| راتو فيريسا توما 4' · إيسالا ماسي 13' |       | كومينز مينابي 68' |

### المجموعة الثانية
| المنتخب             | النقاط | المباريات | الفوز | التعادل | الخسارة | له | عليه | الفارق |
| ------------------- | ------ | --------- | ----- | ------- | ------- | -- | ---- | ------ |
| كاليدونيا الجديدة   | 12     | 4         | 4     | 0       | 0       | 28 | 0    | +28    |
| تاهيتي              | 9      | 4         | 3     | 0       | 1       | 24 | 4    | +20    |
| بابوا غينيا الجديدة | 4      | 4         | 1     | 1       | 2       | 12 | 7    | +5     |
| تونغا               | 4      | 4         | 1     | 1       | 2       | 9  | 10   | -1     |
| ميكرونيسيا          | 0      | 4         | 0     | 0       | 4       | 0  | 52   | -52    |

| تاهيتي | 17 - 0 | ميكرونيسيا |
| --- | ------ | ---------- |
| فيليكس تاغاوا 8' 10' 19' 33' · دونالد فيلان فيناي (og) 17' · هيمانو غويون 32' 41' 56' · نايا بينيت 48' 70' 76' 86' · أنجيلو تشين 69' · فرانك باباورا 71' · توني سينيتشال 72' · ستيف ليكيل 78' · أبيل تيريفاورا 81' |        |            |

| بابوا غينيا الجديدة | 0 - 2 | كاليدونيا الجديدة                |
| ------------------- | ----- | -------------------------------- |
|                     |       | رامون دجامالي 69' · ميشيل مي 81' |

| ميكرونيسيا | 0 - 18 | كاليدونيا الجديدة |
| ---------- | ------ | --- |
|            |        | ميشيل مي 3' 41' 49' 53' · بول باوتيندا 8' 9' 29' 33' 66' 76' · بيير واجوكا 15' 62' 85' · غيل إيلمور 16' · لوينو جوزيف 71' · داهوتي جاك 78' · بيان ثيودور 80' · وياكو جاكي 84' |

| بابوا غينيا الجديدة              | 2 - 2 | تونغا                 |
| -------------------------------- | ----- | --------------------- |
| ديزموند سو 41' · رافو هابوكا 76' |       | أونالولو فياو 62' 75' |

| تونغا | 0 - 4 | كاليدونيا الجديدة                                                           |
| ----- | ----- | --------------------------------------------------------------------------- |
|       |       | رامون دجامالي 10' · أوليفر دوكونينغو 38' · موريس كاوا 54' · لاميل كابيو 74' |

| تاهيتي                                 | 3 - 0 | بابوا غينيا الجديدة |
| -------------------------------------- | ----- | ------------------- |
| نايا بينيت 13' 69' · فيليكس تاغاوا 62' |       |                     |

| تونغا                                                                                               | 7 - 0 | ميكرونيسيا |
| --------------------------------------------------------------------------------------------------- | ----- | ---------- |
| إيبيني فونوا 5' · مامالوا تيفي 15' · مارك أوهاتاي 22' 36' · أونالوتو فياو 34' 55' · كيليفي ويلي 72' |       |            |

| تاهيتي | 0 - 4 | كاليدونيا الجديدة                                          |
| ------ | ----- | ---------------------------------------------------------- |
|        |       | كابيل لاميو 10' 41' · رامون دجامالي 31' · بول باوتيندا 88' |

| تاهيتي                                    | 4 - 0 | تونغا |
| ----------------------------------------- | ----- | ----- |
| فيليكس تاغاوا 2' 27' · نايا بينيت 81' 83' |       |       |

| بابوا غينيا الجديدة | 10 - 0 | ميكرونيسيا |
| --- | ------ | ---------- |
| أليكس دافاني 5' 6' 51' · ناثان بومات 17' 37' · مايكل فوستر 36' · تشيك بوسمان 67' 74' · تريفور إيري 79' · أندرو ليباني 92' |        |            |

### الدور النصف النهائي
| فيجي                                    | 2 - 1 | تاهيتي          |
| --------------------------------------- | ----- | --------------- |
| تانييلا واكا 9' · راتو فيريسا توما 106' |       | فرانك رابورا 4' |

| كاليدونيا الجديدة | 1 - 1 (4 - 3 ركلات ترجيحية) | فانواتو             |
| ----------------- | --------------------------- | ------------------- |
| لاميل كابيو 44'   |                             | بيتا ديفيد ماكي 54' |

### مباراة الميدالية البرونزية
| تاهيتي | 0 - 1 | فانواتو          |
| ------ | ----- | ---------------- |
|        |       | إيتيان ميرمر 57' |

### مباراة الميدالية الذهبية
| فيجي                             | 2 - 0 | كاليدونيا الجديدة |
| -------------------------------- | ----- | ----------------- |
| مانوا ماسي 38' · إيسالا ماسي 63' |       |                   |

| دورة ألعاب دول جنوب المحيط الهادي 2003 |
| -------------------------------------- |
| · فيجي · للمرة الثانية                 |